# Hallelesis asochis
Hallelesis asochis is een vlinder uit de familie van de Nymphalidae, uit de onderfamilie van de Satyrinae. De soort is voor het eerst wetenschappelijk beschreven als Mycalesis asochis door William Chapman Hewitson in een publicatie uit 1866.

## Verspreiding
De soort komt voor in Nigeria, Kameroen, Gabon, Congo-Brazzaville, Centraal-Afrikaanse Republiek, Congo-Kinshasa en Angola. 

## Biotoop
De vlinder komt voor in moerassige gebieden in of dichtbij bos.

## Ondersoorten
- Hallelesis asochis asochis (Hewitson, 1866) (Nigeria, Kameroen)
- Hallelesis asochis congoensis (Joicey & Talbot, 1921)
  - = Mycalesis asochis congoensis Joicey & Talbot, 1921 (Zuid-Kameroen, Gabon, Congo-Brazzaville, Centraal-Afrikaanse Republiek, Oost-Congo-Kinshasa, Angola)